# Crithe
Crithe is een geslacht van weekdieren uit de klasse van de Gastropoda (slakken).

## Soorten
- Crithe algoensis (E. A. Smith, 1901)
- Crithe atomaria Gould, 1860
- Crithe caledonica Boyer, 2003
- Crithe cossinea T. Cossignani, 1997
- Crithe gofasi Boyer, 2003
- Crithe huna (Kay, 1979)
- Crithe marianoi T. Cossignani, 2001
- Crithe nanaoensis (Habe, 1951)
- Crithe nipponica (Habe, 1951)